# Cornelius Van Steenwyk

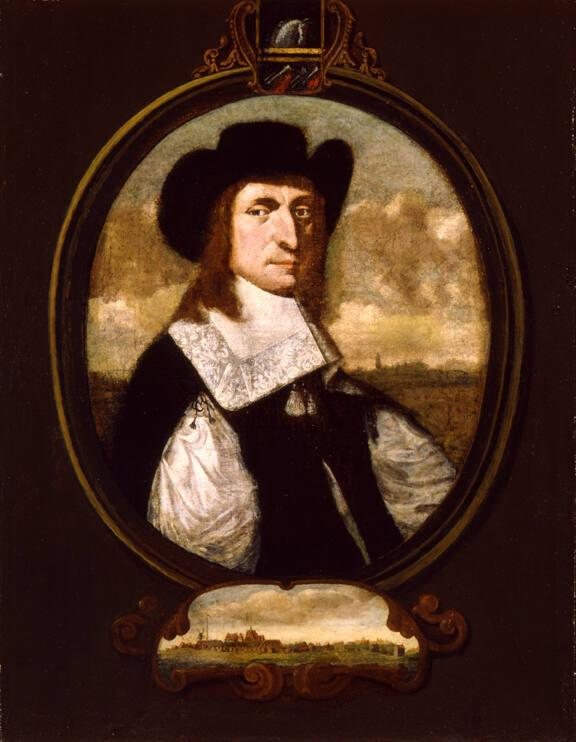
Cornelius Van Steenwyk (um 1668)

Cornelius Van Steenwyk (auch Cornelis Jacobsz Steenwijck; * 16. März 1626 in Haarlem, Republik der Sieben Vereinigten Provinzen; † 21. November 1684 in New York City, Provinz New York) war ein niederländischer Kaufmann und Kolonialbeamter. Zwischen 1668 und 1684 war er zwei Mal Bürgermeister von New York City.

## Leben
Van Steenwyk wurde als Cornelis Jacobsz Steenwijck geboren. Sein Name wird manchmal auch als Cornelis Steenwijck, Cornelius Steenwyk, oder Van Steenwy angegeben. Er war vermutlich ein Bruder von Abraham Jacobsen van Steenwyck, der bereits seit 1643 in New Amsterdam lebte. Er arbeitete als Vertreter für eines der vier großen Amsterdamer Handelshäuser, die den Handel zwischen der Niederländischen Republik in Europa und der Kolonie Neu-Niederlande in Nordamerika dominierten. Er war 1651 oder 1652 im Alter von 26 Jahren von Haarlem aus nach New Amsterdam gekommen und hatte 1653 von einem Norweger namens Roeloff Jansen Haies ein Haus (später Pearl Street Nr. 27) erworben, in dem er sein Geschäft einrichtete. Kurz darauf beteiligte er sich im Jahr 1654 an einem Schifffahrtsunternehmen und wurde Miteigner des Handelsschiffs Golden Shark. Dieses wurde auf eine Reise nach Westindien geschickt. Da ihnen Petrus Stuyvesant der Direktor Niederländischen Westindien-Kompanie und der Stadtrat eine Reise nach Holland untersagten, unterzeichnete er 1655 gemeinsam mit den anderen ein Protestschreiben gegen diese Entscheidung. Dies hatte zur Folge, dass jeder der Unterzeichner von Stuyvesant mit einer Geldstrafe von 25 Gulden belegt wurde. Er war jedoch ein sehr erfolgreicher Kaufmann und so kam es, dass sich der Direktor 1663 im Namen der Westindien-Kompanie bei van Steenwyk einen Kredit von 12.000 Gulden aufnahm. Als Sicherheit dienten vier Messingkanonen in Fort Amsterdam. Er war einer der führenden Kaufleute in New Amsterdam und handelte sowohl mit Gewürzen und Salz als auch mit Sklaven.
Im Jahr 1664 an einer wichtigen Konferenz teil, bei der es um die Convention on the State of the Province ging. Die Bewohner von New Amsterdam fühlten sich von zwei Seiten bedroht, durch die Ureinwohner und durch die Engländer. Kurz darauf wurde die Stadt erobert und die Provinz New York gegründet. Nach der Kapitulation der Stadt und die übernahm durch die Engländer im Jahr 1664 betrieb er mehrere Jahre lang ein Geschäft an der Ecke der Bridge Street und Whitehall Street.

## Politische Karriere

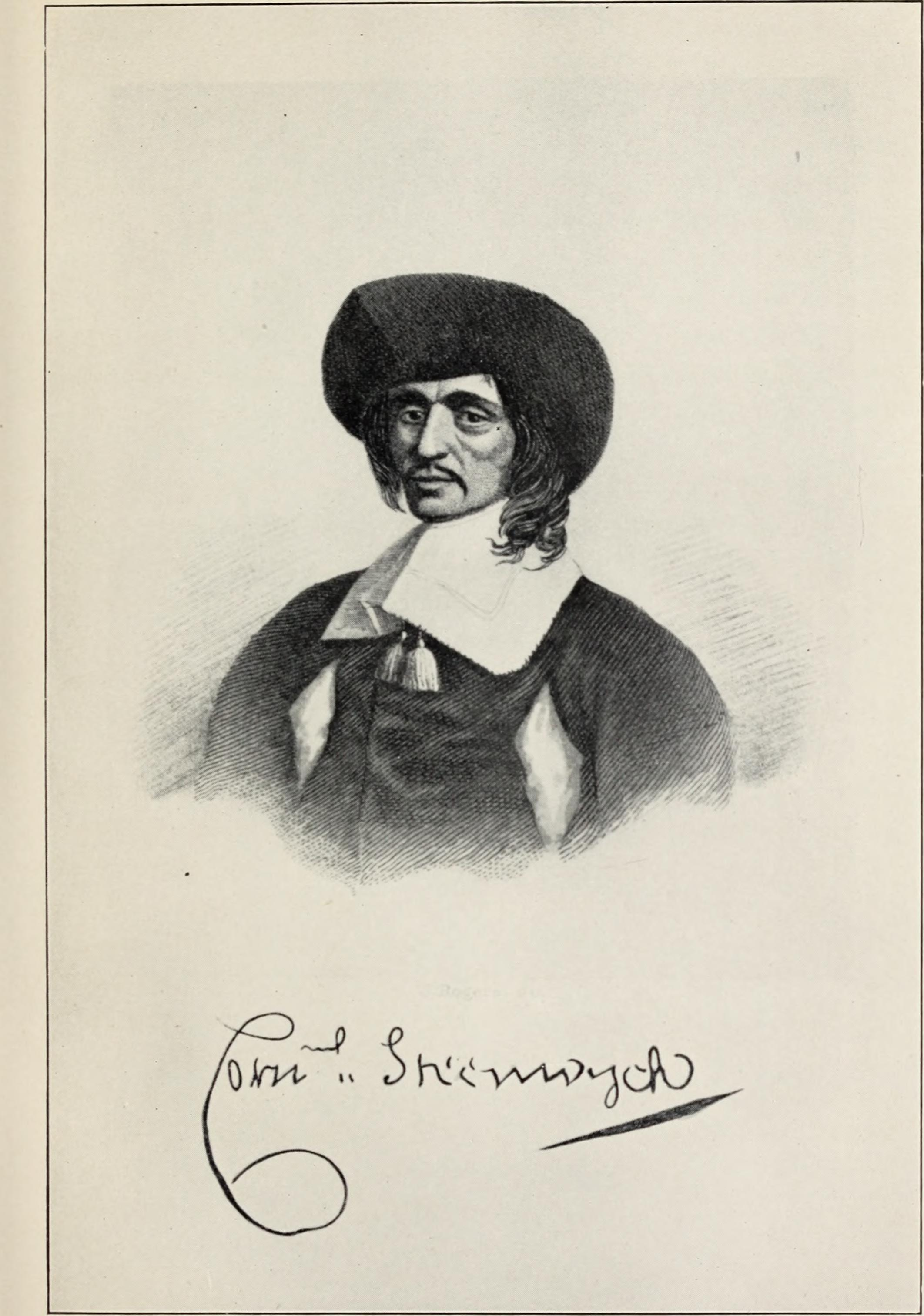
Cornelis van Steenwyck

Van Steenwyk wurde bereits 1658 Schepen (Schöffe) und 1664 Bürgermeister von Neu Amsterdam. Seine gute Englischkenntnisse und seine Bereitschaft die englische Herrschaft zu akzeptieren brachte ihm schnell das Vertrauen der neuen Behörden ein. Er nahm das allgemeine Angebot der Bürgerrechte und das Versprechen ein öffentliches Amt in New York zu bekommen an und schwor der Englischen Krone Treue. So wurde er wurde unter den Gouverneuren Richard Nicolls und Francis Lovelace Mitglied des Kolonialrats. Auch seine Beliebtheit bei den niederländischen Bürgern blieb bestehen. Er war sowohl vor als auch nach der Kapitulation einer der Bürgermeister der Stadt. Er bekleidete dieses Amt in New York City, wie die Stadt inzwischen hieß, von 1668 bis 1670 und erneut 1682 bis 1683.
Zwischenzeitlich war er im Jahr 1676 auch formal Gouverneur der holländischen Kolonie Acadia. De facto war das Gebiet im Norden von Maine nicht in holländischer Hand und Steenwyk konnte nur einen theoretischen Anspruch auf das Gouverneursamt erheben. Im Jahr 1678 wurde mit dem Frieden von Nimwegen auch der theoretische holländische Anspruch auf das Gebiet aufgegeben.

## Familie
Am 5. Juni 1658 heiratete Steenwyk Margaretha (geborene de Riemer; 19. September 1640 – 4. Februar 1712), mit der er mehrere Kinder hatte, von denen keines das Erwachsenenalter erreichte.
- Margariet Steenwyck (1659–1693)
- Jacob Steenwyck I (1661–1662)
- Jacob Steenwyck II (1664–1676)
- Isaac Steenwyck (1666–1679)
- Cornelis Steenwyck (1671–1671)
- Jacob Steenwyck III (* 1676)

In den letzten Lebensjahren pflegte van Steenwyck einen luxuriösen Lebensstil. Noch zu Anfang der 1670er Jahre war er einer der wohlhabendsten Einwohner Manhattans und ließ sein luxuriöses Haus an der Ecke Bridge Street und Whitehall Street komplett mit Stühlen, die mits russischem Leder bezogen waren, Gemälden niederländischer Meister, französischen Schränken und Statuen ausstatten.